# 日本曲霉
日本曲霉（学名：Aspergillus japonicus var. japonicus）是属于散囊菌目发菌科曲霉属的一种真菌，可生长在土壤、霉腐物、牛粪、羊粪、白蚁等基物上。该种分布于中国、日本、巴西、哥斯达黎加、加纳、印度、巴拿马、巴基斯坦、塞拉里昂、南非、泰国等地。

## 变种
日本曲霉棘孢变种（学名：Aspergillus japonicus var. aculeatus）是属于散囊菌目发菌科曲霉属的一种真菌，可生长在腐叶、贮存的稻谷种子、土壤等基物上。该种分布于中国、斐济、日本、印度、印度尼西亚、尼日利亚、巴基斯坦、南非、扎伊尔等地。